# Щербаков, Владимир Филиппович
Владимир Филиппович Щербаков (род. 1 января 1955) — генерал-полковник милиции, начальник Главного управления МВД России по Приволжскому федеральному округу (2001—2009), член Совета Федерации (2009—2012).

## Биография
Родился 1 января 1955 года в деревне Борисовка Нижнеомского района Омской области. В 1975 году окончил Омское лётно-техническое училище гражданской авиации по специальности «техническая эксплуатация радиооборудования самолётов», до сентября 1975 года работал авиатехником Шмидтовского объединённого авиаотряда Магаданского управления, а с ноября 1975 по июль 1976 года — электромонтёром завода имени Октябрьской революции в Омске.
В 1980 году окончил Горьковскую высшую школу милиции МВД СССР и до 1991 года служил в органах БХСС Управления внутренних дел Омской области, заняв в 1990 году должность заместителя начальника УБХСС (до 1993 года — Отдела борьбы с экономическими преступлениями, в этом же году его возглавил). В 1993 году окончил Академию МВД и назначен начальником службы по работе с личным составом в должности заместителя начальника УВД Омской области, в 1995—1998 годах являлся первым заместителем начальника УВД — начальником Службы криминальной милиции. С 1996 года — заместитель начальника Главного управления по экономическим преступлениям МВД России, с 1998 года — министр внутренних дел Удмуртской Республики. С 2001 года занимал должность начальника Главного управления МВД РФ по Приволжскому федеральному округу, 2 июля 2009 года в звании генерал-полковника милиции уволен из органов внутренних дел по выслуге срока службы, дающего право на пенсию.
13 мая 2009 года Совет Федерации подтвердил полномочия В. Ф. Щербакова как члена Совета Федерации от Удмуртской Республики, избранного представителем от законодательного органа государственной власти Удмуртской Республики постановлением Государственного Совета Удмуртской Республики от 28 апреля 2009 года № 267-IV.
С июня 2009 по февраль 2010 года входил в Комитет по экономической политике, предпринимательству и собственности, затем до ноября 2011 года являлся заместителем председателя этого Комитета. С июля 2010 по ноябрь 2011 года состоял в Комиссии по взаимодействию со Счётной палатой РФ, с ноября 2011 года — член Комитета СФ по Регламенту и организации парламентской деятельности.
31 октября 2012 года полномочия Щербакова досрочно прекращены с 21 октября 2012 года постановлением Совета Федерации № 282-СФ.
Доктор юридических наук, доцент.
Имеет орден Святого Благоверного князя Даниила Московского III степени, орден Преподобного Сергия Радонежского, а также почётное звание «Заслуженный сотрудник правоохранительных органов Удмуртской Республики» и нагрудный знак «Почётный сотрудник МВД».

## Государственные награды
- Орден «За личное мужество» (1993)
- Медаль «В память 1000-летия Казани»
- Медаль «В память 850-летия Москвы»
- Юбилейная медаль «300 лет Российскому флоту»